# 2012年考研泄题事件
2012年考研泄题事件，也称2012年全国硕士研究生招生考试泄题事件，是指2012年中国大陆地区硕士研究生入学考试在开考之前发生的大面积泄题事件，事后在当年的两会上政协委员、复旦大学教授葛剑雄要求教育部部长袁贵仁做出答复并道歉。2012年5月，教育部在其网站上通报了案情。这一事件侵犯了考生的权利，也使得教育部等考试主管机构遭到了质疑。2013年2月，教育部通报了贵州某法院对此案一审结果，但审判时间、法院、被告人情况、是否上诉和案件细节都无详细披露。

## 事件经过
2012年1月7日，全国硕士研究生招生考试在开考前，英语课等考试题目、标准答案即发生泄漏。1月7日下午开考前，有多省市的考生都收到一条来自考研辅导机构的短信，内容是下午英语科目考试的答案。与此同时，在网络上也有考试内容和标准答案的流传。
2012年3月7日上午，全国政协十一届五次会议教育界别联组会上，在教育部部长袁贵仁准备发言前，全国政协委员、复旦大学教授葛剑雄突然起立质问袁贵仁，要求教育部对2012年考研泄题事件作出答复，并向全体考生道歉。葛剑雄还表示，类似的泄题事情屡禁不止，并质疑在教育部考试中心内部是否存在腐败犯罪行为。随后袁贵仁透露，2012年共有150余万名考生参加研究生考试，当场抓获作弊者达5000人。在考试过程中，公安机关已在网上发现疑似答案，并做了屏蔽处理。他还表示，此事有两位不具名的中央领导做出了批示，要求严查该事。
2012年3月17日，教育部表示2012年考研泄题事件的主要犯罪嫌疑人已经被抓获，作弊考生将取消成绩开除学籍。

## 处理结果
2012年5月10日，教育部在网站上通报了这一事件的调查结果为：湖南省湘潭市教育考试院招考科科长周文胜，在借统一整理试卷之机从湘潭市教育考试院保密室窃取2012年全国硕士研究生招生考试的试卷，并复印转卖以牟利。
除周文胜外，涉案的还有欧阳泽辉（中南大学湘雅三医院医疗美容科技师）、段宏博（中南大学人事处聘用人员）、陈龙（贵州省遵义医学院研究生）三人。周文胜四人已被相关单位分别开除党籍、学籍、公职，并被检察机关批准逮捕。除犯罪嫌疑人外，案件相关人员已经被行政处分。通报还提及涉案的有一批社会“助考”团伙，但该通报未提及承办此案的具体检察机关。
2013年2月27日，教育部网站透露案件一审结果。贵州省地方法院以非法获取国家秘密罪，判处周文胜有期徒刑6年、欧阳泽辉有期徒刑5年、段宏博有期徒刑4年、陈龙有期徒刑3年，其他被告人有期徒刑2年至9个月不等。其中段、欧阳二嫌由贵州省遵义市中级人民法院做出终审判决，段不服由遵义市汇川区人民法院的一审判决（（2012）汇刑初字第 415 号）提出上诉，同年4月25日遵义中级人民法院作出终审裁定（（2013）遵市法刑一终字第 62 号）。与2012年5月的通报类似，此则消息亦未透露具体的审判法院，及更多细节。3月初，时值全国两会期间，最初披露此事的葛剑雄在接受采访时表示，“我希望教育部能更详细地公布这个案件细节，也好让我们委员向老百姓们交代。”然无进一步细节披露。此前，有评论表达了对涉案人员的怀疑。